# Вільма Кутавічюте
Вільма Кутавічюте (нар. 15 червня 1988 року, Вільнюс, СРСР) — литовська акторка.

## Життєпис
Вільма Кутавічюте народилася 15 червня 1988 року у Вільнюсі. Закінчила Російський інститут театрального мистецтва. Після закінчення навчання акторка почала працювати у театрі. Також Кутавічюте працює на телебаченні та бере участь у кінематографічних проектах.

## Вибіркова фільмографія
- Вакантне життя шеф-кухаря (2016)
- Реставрація (2018)
- Контакт (2021)